# Ватаманюк Василь Іванович
Васи́ль Іва́нович Ватаманю́к (нар. 12 травня 1948, с. Рожнів, Україна) — український співак (тенор). Народний артист України (1995). Медаль «За працю і звитягу» (2008).

## Життєпис
Василь Ватаманюк народився 12 травня 1948 в селі Рожнів Косівського району Станіславської области (нині Івано-Франківська) України.
Закінчив Київську консерваторію (1978; клас В. Козерацького).
Соліст:
- Національного заслуженого академічного Українського народного хору імені Григорія Верьовки (1978—1987, від 1991);
- Ансамблю пісні і танцю Центральної групи радянських військ у Чехословаччині (1987—1991);
- оперної студії Київської консерваторії (1978—1987).

У репертуарі — українські народні пісні, пісні народів світу, романси, сольна партія в «Реквіємі» В.-А. Моцарта. Гастролює у багатьох країнах світу.
Від 2000 — доцент кафедри фольклористики народнопісенного та інструментального виконавства Київського університету культури та мистецтв.